# Charlotte Hornets
Charlotte Hornets so košarkarski klub s sedežem v mestu Charlotte, Severni Karolini. Klub je del jugovzhodnega oddelka Vzhodne konference v ligi NBA. Klub je bil ustanovljen leta 2004, dve sezoni po tistem, ko je bil njegov predhodnik, Charlotte Hornets, premeščen v New Orleans in dobil ime New Orleans Hornets. Klub igra tekme na domačem igrišču Charlotte Bobcats Arena (znan tudi kot Time Warner Cable Arena) v elitnem predmestju Charlotta.
Klubska ekipa, ki igra v nižji ligi NBA Development League, je Maine Red Claws. Charlotte Bobcats so bili tudi bratska ekipa Charlotte Stingsov iz lige WNBA, preden so te 3. januarja 2007 propadli.
Bobcatse trenutno prodaja njen lastnik Robert Louis Johnson. Johnson je leta 2003 plačal 300 milijonov dolarjev za franšizo, trenutno vrednost ekipe pa pri Forbes Magazine ocenjujejo na 284 milijonov. Michael Jordan, vodja košarkarskih operacij, je pokazal zanimanje za ustanovitev skupine, ki bi odkupila večinski delež v klubu.
Charlotte Hornetsi so svoje tekme sprva igrali v dvorani Charlotte Coliseum, kot zamenjavo so v tem času gradili Charlotte Bobcats Areno. Mesto je zaprlo Coliseum po zaključku sezone 2004-05, novo areno so odprli s koncertom skupine Rolling Stones malo pred sezono 2005-06.

## Dvorane
- Charlotte Coliseum (2004-2005)
- Time Warner Cable Arena (2005-danes) - znana tudi kot Charlotte Bobcats Arena (2005-2008)

## Igralci (sezona 2015/16)
| Številka | Igralec                | Igralna pozicija | Višina | Datum rojstva |
| 5        | Nicolas Batum          | SF               | 203 cm | 14. 12. 1988  |
| 30       | Troy Daniels           | SG               | 193 cm | 15. 7. 1991   |
| 19       | P. J. Hairston         | SG/SF            | 198 cm | 24. 12. 1992  |
| 50       | Tyler Hansbrough       | PF/C             | 206 cm | 3. 11. 1985   |
| 9        | Aaron Harrison         | SG               | 198 cm | 28. 10. 1994  |
| 00       | Spencer Hawes          | PF/C             | 216 cm | 28. 4. 1988   |
| 25       | Al Jefferson (C)       | C/PF             | 208 cm | 4. 1. 1985    |
| 44       | Frank Kaminsky         | PF/C             | 213 cm | 4. 4. 1993    |
| 14       | Michael Kidd-Gilchrist | SF               | 201 cm | 26. 9. 1993   |
| 3        | Jeremy Lamb            | SG               | 196 cm | 30. 5. 1992   |
| 7        | Jeremy Lin             | PG               | 191 cm | 23. 8. 1988   |
| 22       | Brian Roberts          | PG               | 185 cm | 3. 12. 1985   |
| 15       | Kemba Walker (C)       | PG               | 185 cm | 8. 5. 1990    |
| 17       | Elliot Williams        | SG               | 196 cm | 20. 6. 1989   |
| 2        | Marvin Williams        | SF/PF            | 206 cm | 19. 6. 1986   |
| 40       | Cody Zeller            | PF/C             | 213 cm | 5. 10. 1992   |

Glavni trener: Steve Clifford